# Johannes Carl Paulsen
Pour les articles homonymes, voir Paulsen.
Johannes Carl Paulsen (russifié en Йоханнес Карл Паульсен), né le 13 février 1879 à Krementchoug et mort le 17 novembre 1945 à Lübeck, est un violoniste, chef d'orchestre et pédagogue allemand, d'abord sujet de l'Empire russe, puis ayant pris la nationalité estonienne entre les deux guerres.

## Biographie
Johannes Carl Paulsen est issu d'une famille allemande de Russie. Son père, médecin et amateur de violon, meurt lorsque Johannes Carl a six ans et sa mère avec ses six enfants déménage à Revel. Il y poursuit toutes ses études secondaires dans un lycée germanophone et russophone, le lycée Nicolas,. Sa mère joue fort bien du piano. Ensuite, Paulsen entre au conservatoire de Moscou dans la classe de violon de Jan Hřímalý et auprès de Sergueï Taneïev. En 1905-1906, il séjourne à Munich pour améliorer ses compétences et se produire sur scène. De 1905 à 1914, Paulsen se produit sur les scènes de différentes villes européennes et russes en tant que soliste ou que membre de quartet. Il étudie la direction d'orchestre à Vienne en 1912-1914.
Il retourne en 1914 à Revel. La ville prend le nom de Tallinn lorsque l'Estonie accède à l'indépendance en 1919. Paulsen dirige jusqu'en 1936 l'orchestre de chambre de Tallinn et enseigne au conservatoire de la ville dès sa fondation en 1919. Il est nommé professeur en 1925. Parmi ses élèves, l'on compte Roman Matsov, Vladimir Alumaë...Jacques Thibaud a fait l'éloge de Paulsen. Il émigre avec sa famille (il a quatre fils) en 1939 en Allemagne lorsque les autorités allemandes ordonnent le transfert des Allemands de la Baltique en Allemagne. Il y meurt en 1945, quelques mois après la défaite allemande.

## Distinctions
- Ordre de l'Étoile blanche de IIIe classe (1939).